# هربرت تاتل
هربرت تاتل (بالإنجليزية: Herbert Tuttle)‏ هو مؤرخ أمريكي، ولد في 1846، وتوفي في 1894.